# Semih Kaplanoğlu
Semih Kaplanoğlu (* 4. dubna 1963 İzmir) je turecký scenárista, filmový režisér a producent. K jeho největším úspěchům patří zisk hlavní ceny Zlatého medvěda na filmovém festivalu v Berlíně roku 2010. Cenu obdržel za snímek Bal (Med), jehož byl režisérem, scenáristou, producentem i střihačem. Krom toho má na svém kontě 27 dalších mezinárodních ocenění.
Vystudoval obor film-televize na Univerzitě Dokuz Eylül v Izmiru. Začínal jako textař pro reklamní společnosti. V roce 1986 se stal asistentem kameramana u dvou dokumentárních filmů. V roce 1994 Kaplanoğlu napsal scénář a režíroval 52dílný televizní seriál Şehnaz Tango, který byl vysílán na televizních kanálech Show TV a InterStar. Celovečerní debut si odbyl roku 2001, jeho snímek Herkes Kendi Evinde byl oceněn nejen na domácích festivalech v Ankaře a Istanbulu, ale získal i cenu za nejlepší režii na festivalu v Singapuru. U druhého snímku Meleğin Düşüşü z roku 2005 už převzal kontrolu nad režií, scénářem, produkcí i střihem, což se stalo jeho oblíbenou metodou. Následující tři snímky byly součástí trilogie zvané jusufská (Yumurta, Süt, Bal).
V roce 2022 navštívil i Letní filmovou školu v Uherském Hradišti. Získal zde cenu filmových klubů Zmrzlinový kornout. Jeho filmy Med a Hasan se objevily i na festivalu v Karlových Varech. Celá jusufovská trilogie i filmy Pád anděla a Zrno se představily na Febiofestu.
V letech 1987 až 2003 psal rovněž články o výtvarném umění a kinematografii. V letech 1996 až 2000 měl sloupek s názvem Karşılaşmalar v deníku Radikal. Kaplanoğlu je známý svou podporou vládní Strany spravedlnosti a rozvoje a tureckého prezidenta Recepa Tayyipa Erdoğana. Kaplanoğluovi kritici připisovali štědré veřejné financování, které jeho produkční společnost v roce 2019 získala, jeho dobrým vztahům s vládou. Je ženatý s novinářkou Leyla İpekçiovou, která je neteří významného novináře a šéfredaktora středolevicového deníku Milliyet Abdiho İpekçiho, jehož v roce 1979 zavraždili členové ultrapravicové skupiny Šedí vlci. İpekçiová psávala do deníků Zaman a Taraf, které byly spojovány s hnutím Fethullaha Gülena a po neúspěšném vojenském puči v roce 2016 byly jako takové oba zakázány. Kaplanoğlu tuto okolnost vysvětlil tím, že byla gülenovským hnutím podvedena, a svým vlivem patrně zajistil své ženě ochranu před perzekucí.